# Messier 84
M84 (Messier 84 / NGC 4374) is een elliptisch sterrenstelsel in het sterrenbeeld Maagd (Virgo) gelegen in de Virgocluster. Het stelsel is in 1779 ontdekt door Johann Gottfried Köhler.
Waarnemingen met radiotelescopen en de Hubble Space Telescoop laten 2 "jets" zien die uit het centrum van M84 komen evenals een schijf met zeer snel roterende materie die wijzen op het bestaan van een superzwaar zwart gat in het centrum van dit stelsel.